# Maurice Maréchal

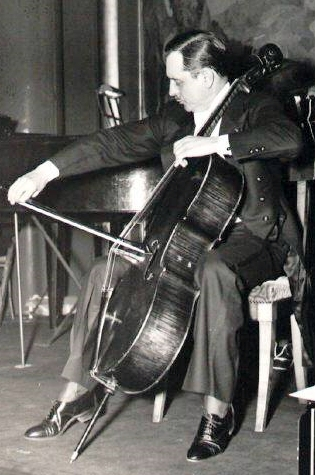
Maurice Maréchal (ohne Jahr)

Maurice Maréchal (geboren 3. Oktober 1892 in Dijon; gestorben 19. April 1964 in Paris) war ein französischer Cellist.     

## Leben
Maurice Maréchal besuchte die Musikschule in Dijon und ab 1905 bis 1911 das Pariser Konservatorium. Im Jahr 1912 wurde er eingezogen und blieb Soldat im Ersten Weltkrieg. Maréchal führte ein Tagebuch. Seine Kameraden bastelten ihm aus dem Holz von Munitionskisten ein Cello, das Instrument befindet sich heute im Musikinstrumentenmuseum des Conservatoire de Paris. Nach dem Krieg begann er eine Solistenkarriere, die ihn auch nach Nord- und Südamerika führte. Während der deutschen Besetzung im Zweiten Weltkrieg weigerte er sich, öffentlich aufzutreten. 1942 wurde er Lehrer am Konservatorium und blieb dies bis zu seinem Tod im Jahr 1964.
Er führte 1922 mit Hélène Jourdan-Morhange die Sonate für Violine und Violoncello von Maurice Ravel auf. Die Sonate für Violoncello und Klavier von Szymon Laks spielte er 1932 mit Vlado Perlemuter. Er besorgte auch die Uraufführung von Werken von André Caplet, Lucien Durosoir, Alexandre Tansman und Joseph Ropartz.
1931 spielte er das Concerto pour violoncelle et orchestre von Arthur Honegger. Er transkribierte verschiedene Stücke, darunter die Saudades do Brazil, von Darius Milhaud, sowie von Isaac Albéniz das Zwischenspiel aus Pepita Jiménez und den Tango aus der Suite España. 
Zu seinen Schülern gehörte Washington Castro. Ein Concours International Maurice Maréchal in Erinnerung an seinen Namen wurde nur 1972 ausgelobt. 
Maréchal war Offizier der Ehrenlegion und Träger des Croix de guerre.

## Schriften (Auswahl)
- Luc Durosoir (Hrsg.): Deux musiciens dans la grande guerre. Lucien Durosoir und Maurice Maréchal. Vorwort: Jean-Pierre Guéno. Paris : Tallandier, 2005 (nicht eingesehen)